# Палладийбарий
Палладийбарий — бинарное неорганическое соединение
палладия и бария
с формулой BaPd5,
кристаллы.

## Получение
- Сплавление стехиометрических количеств чистых веществ:

{\displaystyle {\mathsf {Pd+Ba\ {\xrightarrow {>1100^{o}C}}\ BaPd}}}

## Физические свойства
Палладийбарий образует кристаллы
ромбической сингонии,
пространственная группа C mcm,
параметры ячейки a = 0,435 нм, b = 1,179 нм, c = 0,468 нм, Z = 4,
структура типа борида хрома CrB
.
Есть данные о других параметрах
моноклинной сингонии,

параметры ячейки a = 0,4352 нм, b = 0,4683 нм, c = 0,6283 нм, β = 110,25°, Z = 2
.